# 米爾頓 (伊利諾伊州布朗縣)
米爾頓（英語：Milton）是位於美國伊利諾伊州布朗縣的一個鬼鎮。由於此地已於19世紀被荒廢，本地已無人居住。

## 地理
米爾頓的座標為39°50′45″N 90°39′29″W / 39.84583°N 90.65806°W，而該地的平均海拔高度為177米（即581英尺）。